# Сущевка (Пензенская область)
Сущевка — село в Колышлейском районе Пензенской области, входит в состав Названовского сельсовета.

## География
Село расположено на берегу реки Колышлей в 1,5 км на юг от районного центра посёлка Колышлей.

## История
Поселено в первой четверти XVIII века. Крестьяне переведены из Муромского, Ярославского, Владимирского, Суздальского, Пензенского уездов. В 1747 г. – село Архангельское, Сущево тож, Завального стана Пензенского уезда помещиков: Дмитрия Григорьевича Трусова (29), Семенова Ивановича Базина (2), вдовы Федосьи Алексеевны Сущевой-Языковой (15), капитана Семена Григорьевича Пансырева и его жены Авдотьи Акинфиевны, которой крестьяне достались по наследству от брата Петра Акинфиевича Сущева-Языкова (26), всего 72 ревизских души. Впоследствии село осталось за Сущевыми-Языковыми. Храм во имя Михаила Архангела построен в 1783 г. С 1780 г. – селение Сердобского уезда Саратовской губернии. На карте Генерального межевания 1790 г. показано как «с. Архангельское, Сущевка тож». В 1795 г. – село Архангельское, Сущевка тож, владение гвардии прапорщика Николая Алексеевича Сабурова и его жены Марии Саввичны, 38 дворов, 190 ревизских душ. В 1811 г. – имение коллежского асессора Ивана Васильевича Юматова, прапорщика гвардии Николая Алексеевича Сабурова, его жены Марии Савичны, надворного советника Василия Николаевича Зубова; в селе деревянная церковь во имя Михаила Архангела с приделом во имя Николая Чудотворца, дом господский деревянный; воскресный базар. В 1851 г. построена деревянная церковь во имя Успения Божьей Матери с приделами во имя Михаила Архангела и Николая Чудотворца. Перед отменой крепостного права село Сущевка показано за помещиком А.Д. Сабуровым, 125 ревизских душ крестьян, 15 ревизских душ дворовых людей, 45 тягол (барщина), у крестьян 39 дворов на 21,8 дес. усадебной земли, 300 дес. пашни, 60 дес. сенокоса, выгон общий, у помещика 1038 дес. удобной земли, в том числе 28 дес. леса и кустарника, сверх того 30 дес. неудобной земли. С 1860-х гг. – волостной центр Сущевской волости Сердобского уезда. В 1877 г. – 44 двора, церковь, школа, в 7-ми верстах – часовня. В 1911 г. – церковь, земское двухклассное училище (3 учителя, 128 учеников, в 1916 г., соответственно, 3 и 150).
С 1928 года село входило в состав Колышлейского сельсовета Колышлейского района Балашовского округа Нижне-Волжского края (с 1939 года — в составе Пензенской области). В 1955 г. – колхоз имени Хрущева. В 1980-е гг. — в составе Названовского сельсовета.

## Население
| 1747 | 1795 | 1859 | 1877 | 1911 | 1926 | 1939 |
| ---- | ---- | ---- | ---- | ---- | ---- | ---- |
| 144  | ↗380 | ↘344 | ↗345 | ↗559 | ↗859 | ↘691 |
| 1959 | 1979 | 1989 | 1996 | 2002 | 2010 |      |
| ↘592 | ↘533 | ↗690 | ↘653 | ↗661 | ↘630 |      |